# Czeszma
Czeszma (bułg. Чешма) – wieś w Bułgarii, w obwodzie Wielkie Tyrnowo, w gminie Złatarica. W 2024 roku liczyła 26 mieszkańców.